# Gerd Alpermann
Gerd Adolf Ludwig Alpermann (* 29. Oktober 1905 in Tribsees als Gerhard Adolf Ludwig Müller; † 29. April 2001 in Genthin) war ein deutscher evangelischer Theologe. Er trat insbesondere mit einer umfangreichen genealogischen Publikationstätigkeit in Erscheinung.

## Leben
Alpermann war der Sohn des Pädagogen Karl Müller und dessen Frau Elisabeth, geb. Alpermann. Mit dem Familiennamen Müller geboren, wechselte er im Laufe seines Lebens zweimal den Nachnamen: 1936 nahm er den Doppelnamen Müller-Alpermann an, 1954 Alpermann, den Mädchennamen seiner Mutter.
Nach dem Schulbesuch in Franzburg und später Anklam, wo er auch das Abitur ablegte, studierte er Geschichte, Philosophie und Theologie an den Universitäten Halle, Münster und Greifswald. 1930 wurde er in Greifswald mit der Arbeit Stand und Herkunft der Bischöfe der Magdeburger und Hamburger Kirchenprovinzen im Mittelalter zum Dr. phil. promoviert. Er hatte anschließend Pfarrerstellen in Leba und Klitten inne. In den Jahren 1950 bis 1960 leitete er die Bibelschule der Frauenmission Malche. Anschließend war Alpermann bis 1972 Pfarrer in Grünheide.
Nach dem Eintritt in den Ruhestand war Alpermann sowohl als Archivpfleger in Nauen als auch als Pfarrer in Zachow im Westhavelland tätig. Als „wohl produktivster brandenburgischer Genealoge“ (Bahl) veröffentlichte Alpermann in der Schriftenreihe der Stiftung Stoye zahlreiche Ortsfamilienbücher zum Westhavelland. Weiterhin publizierte er zahlreiche Beiträge in westdeutschen genealogischen Zeitschriften.
Alpermann starb 2001 in Genthin und wurde auf dem dortigen Friedhof beigesetzt. Sein Nachlass wird im Domstiftsarchiv von St. Peter und Paul in Brandenburg an der Havel aufbewahrt.

## Veröffentlichungen (Auswahl)
- Stand und Herkunft der Bischöfe der Magdeburger und Hamburger Kirchenprovinzen im Mittelalter. Mieck, Prenzlau 1930, urn:nbn:de:kobv:517-vlib-6932 (zugleich Dissertation Universität Greifswald 1930).
- Die bäuerlichen Familien in Freyenstein (Prignitz), Brandenburg. Deutsche Arbeitsgemeinschaft Genealogischer Verbände, Frankfurt am Main 1961.
- Höfe und Familien in Zachow und Gutenpaaren (Westhavelland) 1538–1945 (= Schriftenreihe der Stiftung Stoye. Band 8). Degener, Neustadt an d. Aisch 1977, ISBN 978-3-7686-4070-1.
- Höfe und Familien in Tremmen (Westhavelland) 1529–1945 (= Schriftenreihe der Stiftung Stoye. Band 11). Degener, Neustadt an d. Aisch 1977, ISBN 978-3-7686-4090-9.
- Die Einwohner der Stadt Ketzin/Osthavelland bis zur Mitte des 19. Jahrhunderts (= Schriftenreihe der Stiftung Stoye. Band 14). Degener, Neustadt an d. Aisch 1983, ISBN 978-3-7686-4106-7.
- Die lutherischen Pfarrer der Stadt Brandenburg an der Havel und ihre Familien bis 1800. Degener, Neustadt a. d. Aisch 1987, ISBN 978-3-7686-4119-7.
- Die Einwohnerschaft der Stadt Nauen und ihrer Garnison bis zur Mitte des 19. Jahrhunderts (Band 1) (= Schriftenreihe der Stiftung Stoye. Band 20). Degener, Neustadt an d. Aisch 1991, ISBN 978-3-7686-4127-2.
- Die Einwohnerschaft der Stadt Nauen und ihrer Garnison bis zur Mitte des 19. Jahrhunderts (Band 2) (= Schriftenreihe der Stiftung Stoye. Band 21). Degener, Neustadt an d. Aisch 1991, ISBN 978-3-7686-4127-2.
- Höfe und Familien in Garlitz und Mützlitz (Westhavelland) 1543–1945 (= Schriftenreihe der Stiftung Stoye. Band 28). Degener, Neustadt an d. Aisch 1997, ISBN 978-3-7686-4147-0.
- Dörfer des Domkapitels Brandenburg: Höfe und Familien in Barnewitz und Marzahne (Westhavelland), Plötzin, Krs. Potsdam, und Schmerzke, Krs. Brandenburg seit 1520 (= Schriftenreihe der Stiftung Stoye. Band 32). Degener, Neustadt an d. Aisch 1999, ISBN 978-3-7686-4193-7.